# Mallinella tumidifemoris
Mallinella tumidifemoris là một loài nhện trong họ Zodariidae.
Loài này thuộc chi Mallinella. Mallinella tumidifemoris được Hirotsugu Ono & Hashim miêu tả năm 2008.